# Спам

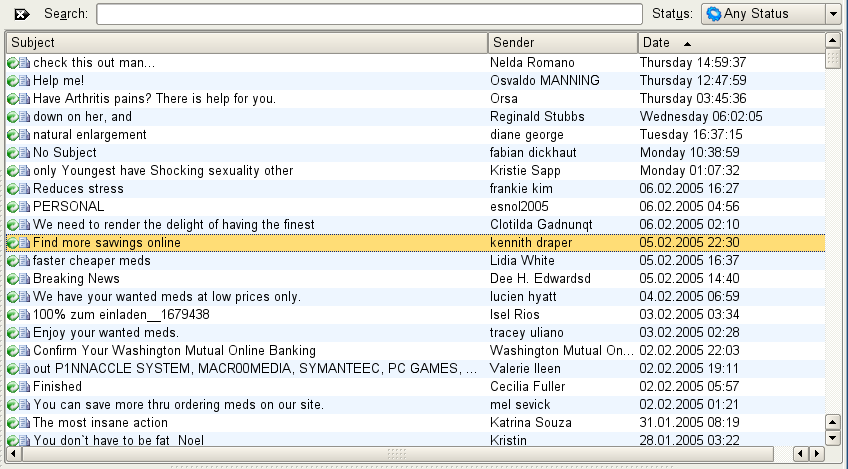
Папка вхідних повідомлень, заповнена спамом

Спам — масове розсилання кореспонденції рекламного чи іншого характеру людям, які не висловили бажання її одержувати. Передусім термін «спам» стосується рекламних електронних листів.
Термін «спам» почав вживатися з 1993 року, коли рекламні компанії стали публікувати в групах новин Usenet, дискусійних листах, гостьових книгах повідомлення, що не мають відношення до заданої тематики, або повідомлення, які є прямою рекламою.

## Походження терміна

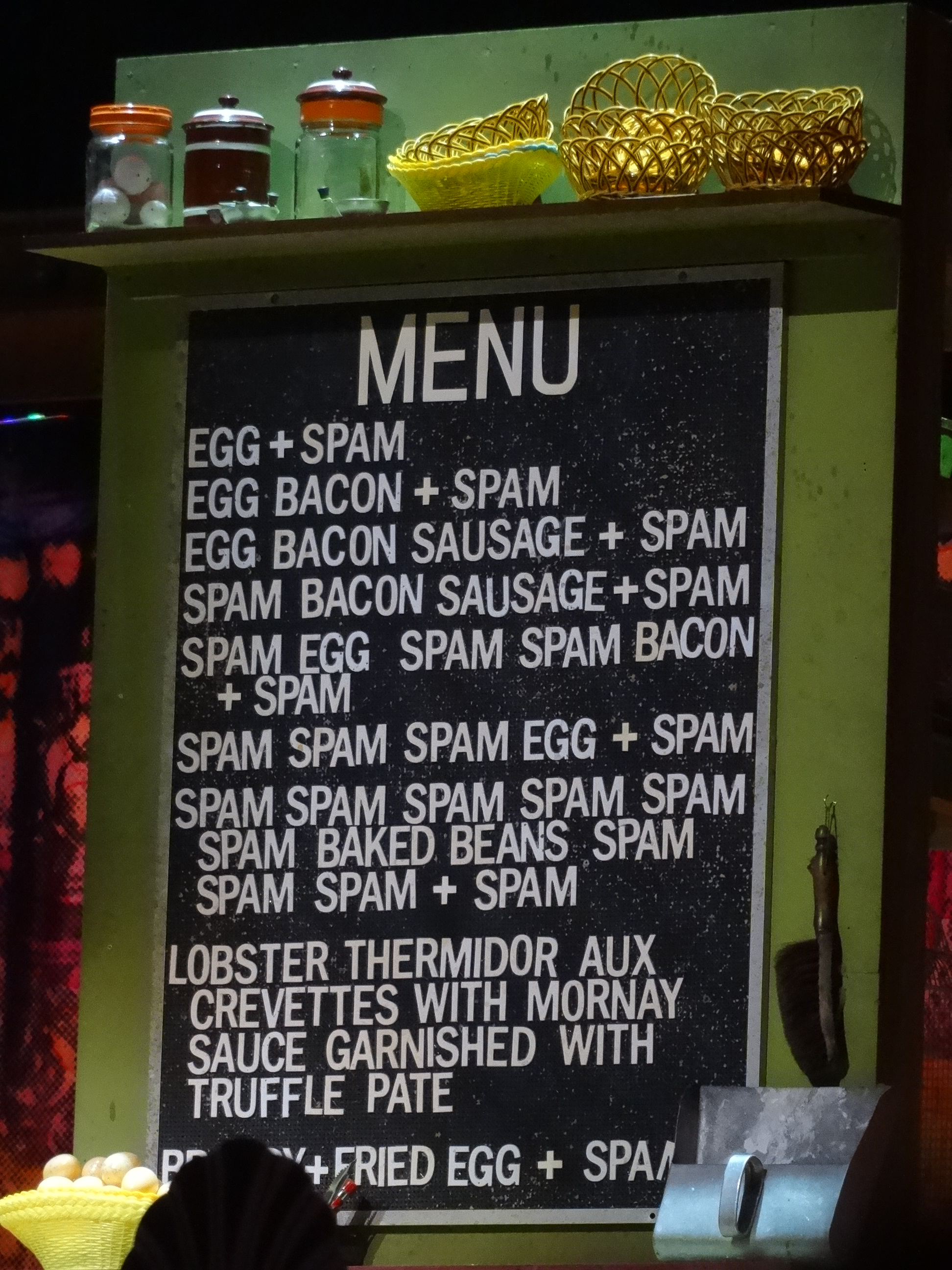
Меню зі скетчу «Спам» Монті Пайтон, спам входить майже до всіх страв.

SPAM — назва м'ясного продукту, торгової марки Hormel Foods Corporation. Історія терміна почалась з англійського комедійного телесеріалу 1970-х років «Летючий цирк Монті Пайтона» (Monty Python's Flying Circus). В одній зі сценок фільму дія відбувається в маленькому ресторанчику. Офіціантка, перераховуючи список страв, у назві кожного згадує слово «spam» («spam» — від «spiced ham», тобто «пряна шинка»), причому в деяких декілька разів, щось на кшталт: горошок і спам з картоплею і спамом, спам і салат і спам тощо. Хор вікінгів у рогатих шоломах, який випадково опинився тут же, затягує пісню «Спам, чудовий спам! Відмінний спам! Улюблений спам! Спам-спам-спам». Відвідувачі в цій какофонії намагаються замовити що-небудь без спаму, офіціантка кричить «Спам! Спам! Спам!», вікінги співають — безлад страшний.

## Види спаму

### Реклама
Цей різновид спаму трапляється найчастіше. Деякі компанії рекламують свої товари чи послуги за допомогою спаму. Вони можуть розсилати його самостійно, але частіше замовляють це тим компаніям (чи особам), які на цьому спеціалізуються. Привабливість такої реклами в її порівняно низькій вартості і досить великому охопленню потенційних клієнтів.
Донедавна зовсім не було законів, які б забороняли чи обмежували таку діяльність. Тепер робляться спроби розробити такі закони, але це досить важко зробити. Складно визначити в законі, яка розсилка законна, а яка ні. Найгірше, що компанія (чи особа), що розсилає спам, може знаходитися в іншій країні. Для того, щоб такі закони були ефективними, необхідно погодити законодавство багатьох країн, що в найближчому майбутньому майже нереально. Проте в США, де такий закон уже прийнятий, є спроби притягнення спамерів до суду.

#### Реклама незаконної продукції
За допомогою спаму часто рекламують продукцію, про яку не можна повідомити іншими способами, наприклад порнографію.

### Нігерійські листи
Іноді спам використовується для того, щоб виманити гроші в одержувача листа. Найпоширеніший спосіб одержав назву «нігерійські листи», тому що дуже багато таких листів приходило з Нігерії. Такий лист містить повідомлення про те, що одержувач листа може одержати якимось чином велику суму грошей, а відправник може йому в цьому допомогти. Потім відправник листа просить перерахувати йому трохи грошей: наприклад, для оформлення документів чи відкриття рахунку. Виманювання цієї суми і є метою шахраїв.

### Фішинг
Інший спосіб шахрайства за допомогою спаму одержав назву «фішинг» (англ. phishing від fishing — рибальство). В цьому разі спамер намагається виманити в одержувача листа номер його кредитних карток чи паролі доступу до електронних платіжних систем тощо. Такий лист, зазвичай, маскується під офіційне повідомлення від адміністрації банку. У ньому говориться, що одержувач повинен підтвердити відомості про себе, інакше його рахунок буде заблоковано, і наводиться адреса сайту, який належить спамерам, із формою, яку треба заповнити. Серед даних, що потрібно повідомити, є й ті, котрі потрібні шахраям.

### Інші види спаму
- Розсилання листів релігійного змісту.
- Масове розсилання для виведення поштової системи з ладу (Відмова сервісу).
- Масове розсилання від імені іншої особи, з метою викликати до неї негативне ставлення.
- Масове розсилання листів, що містять комп'ютерні віруси (для їхнього початкового поширення).

Є також два типи масових розсилань, які часто не відносять до категорії спаму, оскільки вони здійснюються ненавмисно. Однак вони створюють такі самі (або навіть серйозніші) проблеми для адміністраторів мереж і кінцевих користувачів.
- Комп'ютерні віруси певного типу (поштові хробаки) поширюються за допомогою електронної пошти. Заразивши черговий комп'ютер, такий хробак шукає в ньому e-mail адреси й розсилає себе за цими адресами.
- Поштові хробаки часто підставляють випадкові адреси (зі знайдених на зараженому комп'ютері) у поле листа «Від кого». Недосконалі антивірусні програми на інших комп'ютерах відсилають на цю адресу повідомлення про знайдений вірус. У результаті десятки людей одержують повідомлення про те, що вони нібито розсилають віруси, хоча насправді вони не мають до цього жодного стосунку.

## Способи поширення

### Електронна пошта
Найбільший потік спаму поширюється через електронну пошту (e-mail). Рекордним роком став 2016 рік, коли потік спаму в загальному трафіку електронної пошти становив 65 % (за даними Cisco Systems).
Спамери збирають e-mail адреси за допомогою спеціального робота або вручну (рідко), використовуючи вебсторінки, конференції Usenet, списки розсилок, електронні дошки оголошень, гостьові книги, чати тощо. Такі програми-роботи здатні зібрати за годину тисячі адрес і створити з них базу даних для подальшого розсилання на них спаму. Деякі компанії займаються тільки збором адрес, а бази потім продають. Деякі компанії продають спамерам e-mail адреси своїх клієнтів, що замовили в них товари чи послуги електронною поштою.
Для розсилання спаму використовуються підключені до інтернету погано захищені комп'ютери. Це можуть бути:
- Сервери, які помилково сконфігуровані так, що дозволяють вільне пересилання пошти (open relay, open proxy).
- Webmail сервіси, які дозволяють анонімний доступ чи доступ з простою реєстрацією нових користувачів (яку можуть виконати спеціальні програми-роботи).
- Комп'ютер-зомбі. Деякі спамери використовують відомі уразливості в програмному забезпеченні чи комп'ютерні віруси для того, щоб захопити керування великою кількістю комп'ютерів, підключених до інтернету і використовувати їх для розсилання спаму.

Для ускладнення автоматичної фільтрації спаму повідомлення часто спотворюються — замість букв використовуються схожі цифри, латинські букви замість кирилиці, у випадкових місцях додаються пропуски тощо.
Застосовуються різні хитрощі для того, щоб переконатися, що повідомлення отримане й прочитане. Серед них:
- Підтвердження про доставку. Деякі поштові клієнти можуть відправляти його автоматично.
- Листи з зображеннями, які завантажуються із сайтів, контрольованих спамерами.
- Посилання на вебсторінки, на яких пропонується одержати додаткову інформацію.
- Пропозиція відмінити підписку на цю розсилку, пославши листа на вказану адресу.

Якщо спамери одержують підтвердження, що поштова адреса дійсно використовується, потік спаму може багаторазово збільшитися.

### Usenet
Багато груп новин Usenet, особливо немодеровані, втратили користувачів і зараз містять переважно рекламу, часто навіть не за темою. Замість інших були створені модеровані конференції.

### Миттєві повідомлення
З розвитком служб миттєвих повідомлень, таких як ICQ, AI та ін., спамери почали використовувати їх для своїх цілей. Багато з цих служб надають список користувачів, який можна використати для розсилання спаму.

### Блоги, Вікі
Останнім часом з'явилися вебсайти, які можна вільно редагувати — блоги й вікі. Наприклад, Вікіпедія створена за цією технологією. Оскільки ці сторінки відкриті для вільного редагування, на них може розміщуватися спам.

### Підміна інтернет-трафіку
Відомі випадки коли деякі недобросовісні провайдери інтернет-зв'язку завдяки можливості підміни на льоту користувацького http-трафіку самовільно змінювали відображуваний користувачеві вміст отриманої ним з мережі вебсторінки стороннього ресурсу або підмінювали її власною заради більшої реклами яких-небудь своїх додаткових послуг, що можна розглядати як сучасний різновид спаму.

### SMS-повідомлення
Спам може поширюється не тільки через Інтернет. Рекламні SMS-повідомлення, які надходять на мобільні телефони особливо неприємні тим, що від них важче захиститися, і одержувач іноді повинен платити за кожне повідомлення. Це може бути досить велика сума, особливо якщо абонент використовує роумінг.

### Телефонні дзвінки
Деякі компанії можуть масово здійснювати велику кількість телефонних дзвінків з доволі агресивною рекламою завдяки поступовому перебору телефонних номерів, випадковій вибірці номера з певного діапазону або використанню готових баз даних, придбаних на чорному ринку чи завдяки доступу до телефонної інфраструктури — своїх власних (наприклад, мобільні оператори).

## Шкода
Спамерам розсилання практично нічого не коштують, проте дорого обходяться одержувачу спаму, якому доводиться оплачувати своєму провайдерові час, витрачений на одержання непрошеної кореспонденції з поштового сервера. А також через масовість поштових розсилань вони ускладнюють роботу інформаційних систем і ресурсів, створюючи для них непотрібне навантаження. Користувачі інтернету, крім того, змушені щодня витрачати час на фільтрацію рекламних повідомлень. Для того щоб обмежити цей час, користувачі змушені використовувати протиспамові фільтри, які можуть випадково стерти й важливе повідомлення, вважаючи його спамом. Втім, і людина, яка змушена переглядати десятки рекламних повідомлень у день, теж легко може пропустити серед них потрібне.

## Боротьба зі спамом
Найнадійніший засіб боротьби зі спамом — не дозволити спамерам роздобути вашу електронну адресу. Це важке завдання, але деякі запобіжні заходи все ж варто вжити.
- Не варто без необхідності публікувати адресу електронної пошти на вебсайтах чи в групах Usenet.
- Не потрібно реєструватися на підозрілих сайтах. Якщо якийсь корисний сайт вимагає реєстрації, можна вказати спеціально для цього створену адресу.
- Ніколи не відповідати на спам і не переходити за посиланнями, які містяться в ньому. Цим ви тільки підтвердите, що користуєтеся своєю електронною адресою й будете отримувати ще більше спаму.
- Вибираючи собі ім'я електронної пошти варто, за можливості, обирати довге й незручне для вгадування ім'я.

Деякі користувачі час від часу змінюють свою адресу, але це зв'язано з очевидними труднощами: потрібно повідомити нову адресу людям, від яких ви хочете отримувати пошту.
Існує програмне забезпечення (ПЗ) для автоматичного визначення спаму (т. зв. фільтри). Воно може застосовуватися кінцевими користувачами або на серверах. Це ПЗ має два основні підходи.
Перший полягає в аналізі змісту листа на основі чого робиться висновок, спам це чи ні. Якщо лист класифікований як спам, він може бути позначений, переміщений в іншу папку або навіть вилучений. Таке ПЗ може працювати як на сервері, так і на комп'ютері клієнта. При такому підході ви не бачите відфільтрованого спаму, але продовжуєте повністю платити витрати, пов'язані з його прийомом, тому що антиспамне ПЗ в будь-якому випадку одержує кожен спамерський лист (затрачаючи ваші гроші), а тільки потім вирішує, показувати його чи ні.
Другий підхід базується на класифікації відправника як спамера, не заглядаючи в текст листа. Для визначення застосовуються різні методи. Це ПЗ може працювати тільки на сервері, який безпосередньо приймає пошту. При такому підході можна зменшити витрати — гроші витрачаються тільки на спілкування зі спамерськими поштовими програмами (тобто на відмову приймати листи) і звертання до інших серверів (якщо такі потрібні) при перевірці. Виграш, однак, не такий великий, як можна було б очікувати. Якщо одержувач відмовляється прийняти лист, спамерська програма намагається обійти захист і відправити його іншим способом. Кожну таку спробу доводитися відбивати окремо, що збільшує навантаження на сервер.
Місце встановлення антиспамного ПЗ (комп'ютер кінцевого користувача чи поштовий сервер, наприклад, провайдера) визначає те, хто буде платити витрати, пов'язані з фільтрацією спаму. Якщо спам фільтрує кінцевий користувач, то він і буде платити витрати (а можливо й провайдер, якщо пошта «безкоштовна»), тому що буде змушений одержувати всі повідомлення, включно зі спамом. Якщо спам фільтрує сервер, то користувач не несе витрат, тому що одержує тільки корисну кореспонденцію, а усі витрати лягають на власника сервера.

### Спам-фільтри
Більшість клієнтів електронної пошти дозволяють налаштувати кілька папок «вхідні». Це дозволяє фільтрувати електронну пошту за важливістю або відправниками.
Для фільтрування спаму в кількох вхідних папках використовуються фільтри за допомогою ключових слів. Так, зазвичай до таких списків додають найбільш вживані ключові слова, що використовуються спамерами.

### Чорні списки
У чорні списки заносяться IP-адреси комп'ютерів, про які відомо, що з них ведеться розсилання спаму. Також широко використовуються списки комп'ютерів, які можна використовувати для розсилання — «відкриті релеї» і «відкриті проксі», а також — списки «діалапів» — клієнтських адрес, на яких не може бути поштових серверів. Можна використовувати локальний список або список який підтримує хтось інший. Завдяки простоті реалізації, широке поширення одержали чорні списки, запит до яких здійснюється через службу DNS. Вони називаються DNSBL (DNS Black List). Цей метод вже не такий ефективний. Спамери знаходять нові комп'ютери для своїх цілей швидше, ніж їх встигають заносити в чорні списки. Крім того, кілька комп'ютерів, що відправляють спам, можуть скомпрометувати весь поштовий домен і тисячі законослухняних користувачів на невизначений час будуть позбавлені можливості відправляти пошту серверам, що використовують такий чорний список.

### Авторизація поштових серверів
Були запропоновані різні способи для підтвердження того, що комп'ютер, що відправляє лист, дійсно має на це право (Sender ID, SPF, Caller ID, Yahoo DomainKeys), але вони поки не розповсюджені.

### Сірі списки
Метод сірих списків базується на тому, що «поведінка» програмного забезпечення, призначеного для розсилання спаму відрізняється від поведінки звичайних поштових серверів, а саме, спамерські програми не намагаються повторно відправити лист при виникненні тимчасової помилки, як того вимагає протокол SMTP.
Спочатку всі невідомі сервери заносяться в «сірий список» і листи від них не приймаються. Серверові відправника повертається код тимчасової помилки, тому, звичайні листи (не спам) не втрачаються, а тільки затримується їхня доставка (вони залишаються в черзі на сервері відправника і доставляються при наступній спробі). Якщо сервер поводиться так, як очікувалося, він автоматично переноситься в білий список і наступні листи приймаються без затримки.
Цей метод в наш час дозволяє відсіяти до 90 % спаму, практично без ризику втратити важливі листи. Однак він теж не бездоганний.
- Можуть помилково відсіватися листи з серверів, які не виконують рекомендації протоколу SMTP, наприклад, розсилки з сайтів новин.
- Затримка при доставці листа може досягати півгодини (а іноді й більше), що неприйнятно для термінової кореспонденції. Цей недолік компенсується тим, що затримка вноситься тільки при відправці першого листа з раніше невідомої адреси.
- Великі поштові служби використовують кілька серверів, з різними IP-адресами, більш того, можлива ситуація, коли кілька серверів по черзі намагаються відправити той самий лист. Це може привести до дуже великих затримок при доставці листів.
- Спамерські програми можуть удосконалюватися. Підтримка повторної посилки повідомлення реалізується досить легко і цілком нівелює даний вид захисту.

### Статистичні методи фільтрації спаму
Ці методи використовують статистичний аналіз змісту листа для прийняття рішення, чи є він спамом. Найбільшого успіху удалося досягти за допомогою алгоритмів, заснованих на теоремі Байеса. Для роботи цих методів потрібне «навчання» фільтрів, тобто потрібно використовувати розсортовані вручну листи для виявлення статистичних особливостей нормальних листів і спаму. Після навчання на досить великій вибірці, вдається розпізнати до 95-97 % спаму.

### Інші методи
- Жорсткі вимоги до листів і відправників, наприклад — відмова прийому листів із заздалегідь неправильною зворотною адресою (листи з неіснуючих доменів), перевірка доменного імені за IP-адресою комп'ютера, з якого прийшов лист тощо. Дані заходи застаріли, відсівається тільки найпримітивніший спам — невелика кількість повідомлень. Але не нульова, тому застосування все ще має сенс.
- Системи типу Виклик-Відповідь
- Настроювання вибіркового скачування листів у TheBat або інших поштових програмах «на льоту»

## Спам у популярній культурі
Надзвичайна спамерська активність на території колишнього СРСР у 2002—2003 роках дала життя цілій серії анекдотів про спам та спамерів. Найвідоміший з них: Вчора був убитий відомий спамер. У списку підозрюваних 500 млн адрес. Через декілька місяців після появи анекдоту в стрічках новин з'явилась інформація про вбивство найвідомішого російського спамера Вардана Кушніра, керівника «Центру розмовної англійської мови». Проте, за версією слідства, Кушнір був вбитий під час пограбування.